# Thailandske statskup
Thailandske statskup

Siden 1932, hvor enevældet blev afskaffet, og frem til 2014, har der været 20 Coup d'état i Thailand, foruden et mislykket kupforsøg i 1912.
1912-2014
1. 1912, Mislykket kupforsøg af militærofficerer på at vælte kong Vajiravudh (Rama VI).
2. 1932, 24. juni: Khana Ratsadon-partiet får ophævet enevældet under Kong Prajadhipok.  Uddybende artikel: Den Siamesiske Revolution
3. 1933, 20. juni: Phraya Phahon Phonphayuhasena kupper Phraya Manopakorn Nititada.
4. 1933, 11.-23. oktober: Royalistiske rebeller afsætter 1933-junikupmagerne.
5. 1935, 23. august: The Nai Sip rebellion.
6. 1939, 29. januar: Nærmere en udrensning, eller internt kup, foretaget af premierminister Phibul for at udrydde politiske modstandere.
7. 1947, 7. november: Phin Choonhavan omstyrter Thawal Thamrong Navaswadhi.
8. 1949, Mislykket kupforsøg af Pridi, som så Grand Palace indtaget af sine støtter.
9. 1951, 29. juni: Pridi tilhængere i flåden forsøger et kup mod Phibun (staves også Phibul).
10. 1951, 29. november: Militæret forkaster 1949-konstitutionen og genindsætter 1932-konstitutionen.
11. 1957, 21. september: Sarit Thanarat omstyrter Plaek Pibulsongkram.
12. 1958, 20. oktober: Selvkup indført af Sarit Thanarat.
13. 1971, 18. november: Selvkup indført af Thanom Kittikachorn.
14. 1976, februar: Kupforsøg.
15. 1976, 6. oktober: Sangad Chaloryu omstyrter Seni Pramoj.
16. 1977, 20. oktober: Kriangsak Chomanan omstyrter Tanin Kraivixien.
17. 1981, Kupforsøg anført af hærens viceøverstkommanderende da regeringstro tropper undertrykte en opstand. Den såkaldte Young Turk-officersgruppe, der foranledigede kuppet, blev afskediget fra hæren.
18. 1985, Mislykket kupforsøg af oberst Manoon Roopkachorn, et medlem af Young Turks, et antal højtstående officerer blev arresteret.
19. 1991, 24. februar: Sunthorn Kongsompong omstyrter Chatichai Choonhavan.
20. 2006, 19. september: Sonthi Boonyaratglin omstyrter Thaksin Shinawatra.  Uddybende artikel: Thailands militærkup 2006
21. |2014, 22. maj: Prayut Chan-o-cha omstyrter Niwatthamrong Boonsongpaisan, i princippet Yingluck Shinawatra.  Uddybende artikel: Thailands militærkup 2014